# Charles Stevenson (acteur)
Pour les articles homonymes, voir Charles Stevenson.
Charles Stevenson (né le 15 octobre 1887 à Sacramento - mort le 4 juillet 1943 à Palo Alto) est un acteur américain du cinéma muet. Il a joué dans 136 films entre 1914 et 1925.

## Filmographie
- 1916 : Luke, the Candy Cut-Up (en)
- 1916 : Luke Pipes the Pippins (en)'
- 1916 : Luke's Double (en)
- 1916 : Luke's Late Lunchers (en)
- 1916 : Luke Laughs Last (en)
- 1916 : Luke's Fatal Flivver (en)
- 1916 : Luke's Society Mixup (en)
- 1916 : Luke Rides Roughshod (en)
- 1916 : Luke, Crystal Gazer
- 1916 : Luke's Lost Lamb
- 1916 : Luke Does the Midway
- 1916 : Luke Joins the Navy
- 1916 : Luke and the Mermaids
- 1916 : Lui... club-boy (Luke's Speedy Club Life) de Hal Roach
- 1916 : Luke and the Bang-Tails
- 1916 : Luke, the Chauffeur (en)
- 1916 : Luke's Preparedness Preparations (en)
- 1916 : Luke, the Gladiator (en)
- 1916 : Luke, Patient Provider (en)
- 1916 : Luke's Newsie Knockout (en)
- 1916 : Luke's Movie Muddle (en)
- 1916 : Luke, Rank Impersonator (en)
- 1916 : Luke's Fireworks Fizzle (en)
- 1916 : Luke Locates the Loot (en)
- 1916 : Luke's Shattered Sleep (en)
- 1917 : Luke's Lost Liberty (en)
- 1917 : Lonesome Luke, Lawyer (en)
- 1917 : Luke Wins Ye Ladye Faire (en)
- 1917 : Lonesome Luke's Lively Life (en)
- 1917 : Lonesome Luke on Tin Can Alley (en)
- 1917 : Lonesome Luke's Honeymoon (en)
- 1917 : Stop! Luke! Listen! (en)
- 1917 : Lonesome Luke, Messenger (en)
- 1917 : Lonesome Luke's Wild Women (en)
- 1917 : Lonesome Luke Loses Patients (en)
- 1917 : Lui... et les policemen (Pinched)
- 1917 : Birds of a Feather
- 1917 : From Laramie to London (en)
- 1917 : Love, Laughs and Lather (en)
- 1917 : Clubs Are Trump
- 1917 : All Aboard
- 1917 : We Never Sleep
- 1917 : Move On
- 1917 : Step Lively
- 1918 : The Tip (en)
- 1918 : On the Jump
- 1918 : Follow the Crowd
- 1918 : It's a Wild Life'
- 1918 : Hey There! (en)
- 1918 : Lui est un fameux ténor (The Non-Stop Kid)
- 1918 : Feux croisés (Two-Gun Gussie) de Alfred J. Goulding
- 1918 : Modern Palace (The City Slicker)
- 1918 : Sic 'Em, Towser (en)
- 1918 : Somewhere in Turkey (en)
- 1918 : Passez muscade (Are Crooks Dishonest?)
- 1918 : An Ozark Romance (en)
- 1918 : Kicking the Germ Out of Germany (en)
- 1918 : That's Him
- 1918 : Lui fait un beau mariage (Bride and Gloom) d'Alfred J. Goulding
- 1918 : Two Scrambled (en)
- 1918 : Bees in His Bonnet (en)
- 1919 : Do You Love Your Wife? (en) de Hal Roach
- 1919 : On n'entre pas de Hal Roach
- 1919 : Un fameux régisseur (Ring Up the Curtain) d'Alfred J. Goulding
- 1919 : Coquin de printemps (Spring Fever) de Hal Roach
- 1919 : Mon ami le voisin (Just Neighbors) de Harold Lloyd et Frank Terry
- 1919 : Lui et la Dactylographe (Be My Wife) de Hal Roach
- 1919 : The Rajah (en) de Hal Roach
- 1919 : He Leads, Others Follow (en) de Vincent P. Bryan (en) et Hal Roach
- 1919 : Soft Money (en) de Vincent P. Bryan (en) et Hal Roach
- 1919 : Count the Votes (en) de Hal Roach
- 1919 : Pay Your Dues (en) de Vincent P. Bryan (en) et Hal Roach
- 1919 : Doux Pays (His Only Father) de Hal Roach
- 1919 : Amour et Poésie de Hal Roach
- 1919 : Harold chez les pirates (Captain Kidd's Kids) de Hal Roach
- 1919 : De la coupe aux lèvres d'Alfred J. Goulding et Hal Roach
- 1920 : Le Royaume de Tulipatan (His Royal Slyness) d'Alfred J. Goulding et Hal Roach
- 1920 : Le Manoir hanté d'Alfred J. Goulding et Hal Roach
- 1920 : Pour le cœur de Jenny de Hal Roach
- 1920 : Ma fille est somnambule (High and Dizzy) de Hal Roach : Le policier
- 1920 : Oh! La belle voiture ! de Hal Roach
- 1920 : Quel numéro demandez-vous ? de Hal Roach et Fred C. Newmeyer
- 1921 : Pour l'amour de Mary de Hal Roach et Fred C. Newmeyer
- 1921 : Marin malgré lui de Fred C. Newmeyer
- 1922 : Et puis ça va (Doctor Jack) de Fred C. Newmeyer et Sam Taylor
- 1922 : Le Petit à Grand-maman de Fred C. Newmeyer
- 1923 : Monte là-dessus ! de Fred C. Newmeyer et Sam Taylor
- 1923 : Under Two Jags (en) de George Jeske
- 1923 : Kill or Cure (en) de Scott Pembroke
- 1923 : Laurel au garage (Gas and Air) de Scott Pembroke
- 1923 : Short Orders (en) de Scott Pembroke et Hal Roach
- 1923 : A Man About Town de George Jeske
- 1923 : The Whole Truth de Ralph Ceder
- 1923 : Scorching Sands (en) de Hal Roach et Robin Williamson
- 1924 : Calomnie (Pied Piper Malone) d'Alfred E. Green
- 1924 : Une riche famille de Fred C. Newmeyer et Sam Taylor
- 1925 : Quelle vie ! (Isn't Life Terrible?) de Leo McCarey